# Dance of Death
Dance of Death is het dertiende studioalbum van Iron Maiden. Het werd uitgebracht op 8 september 2003 en het is het eerste album waarbij Nicko McBrain, de drummer van de groep, een bijdrage heeft geleverd aan de teksten.

## Tracklist
1. "Wildest Dreams" (Smith/Harris) - 3:52
2. "Rainmaker" (Murray/Dickinson/Harris) - 3:48
3. "No More Lies" (Harris) - 7:21
4. "Montsegur" (Gers/Dickinson/Harris) - 5:50
5. "Dance of Death" (Gers/Harris) - 8:36
6. "Gates of Tomorrow" (Gers/Dickinson/Harris) - 5:12
7. "New Frontier" (McBrain/Dickinson/Smith) - 5:04
8. "Paschendale" (Smith/Harris) - 8:28
9. "Face in the Sand" (Smith/Dickinson/Harris) - 6:31
10. "Age of Innocence" (Murray/Harris) - 6:10
11. "Journeyman" (Smith/Dickinson/Harris) - 7:06

## Bandleden
- Bruce Dickinson - zang
- Steve Harris - Bassist
- Dave Murray - Gitarist
- Adrian Smith - Gitarist
- Janick Gers - Gitarist
- Nicko McBrain - Drummer